# 伊斯基季姆
54°38′24″N 83°18′22″E / 54.64000°N 83.30611°E

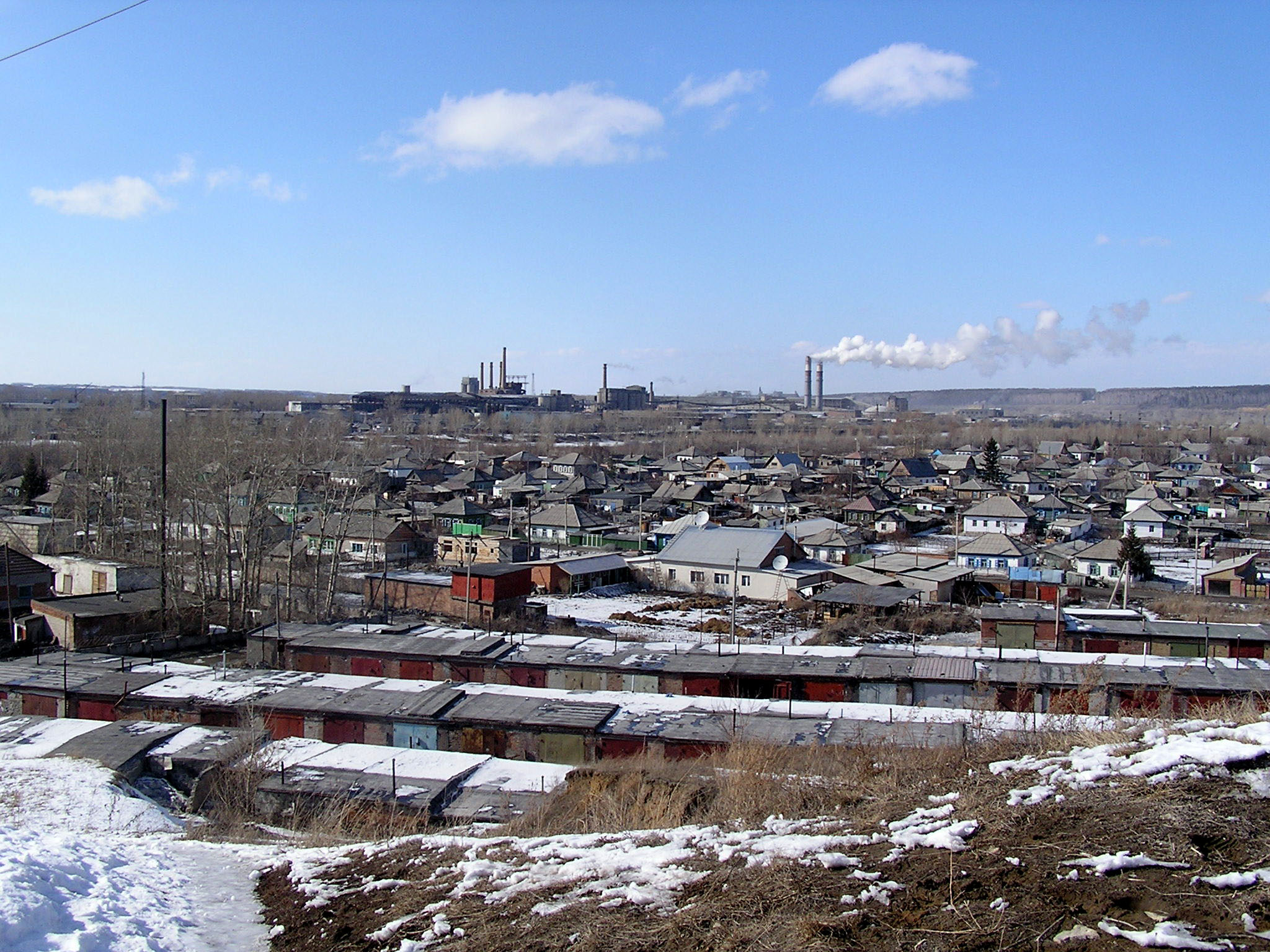
城市遠景

伊斯基季姆（俄语：Искитим）是俄羅斯新西伯利亞州的一座城市，位於州府新西伯利亞東南。2005年人口62,756人。